# Jexmühle
Jexmühle ist ein Weiler, der zur Stadt Lohmar im Rhein-Sieg-Kreis in Nordrhein-Westfalen gehört.

## Geographie
Jexmühle liegt im Nordwesten des Stadtgebietes von Lohmar. Umliegende Ortschaften und Weiler sind Durbusch im Nordwesten, Hoven im Norden, Stöcken im Nordosten, Grünagger und Agger im Südosten, Honrath im Süden sowie Kleineigen im Westen.
Der Jexmühlenbach, ein rechter Nebenfluss der Agger, fließt durch Jexmühle. Nordöstlich von Jexmühle entspringt ein namenloser rechter Nebenfluss der Agger. Die Agger selbst fließt östlich von Jexmühle in relativer Nähe.

## Geschichte
Im Jahre 1885 hatte Jexmühle fünf Einwohner, die in einem Einzelhaus lebten.
Bis 1969 gehörte Jexmühle zu der bis dahin eigenständigen Gemeinde Wahlscheid.

## Bergbau
Von 1825 bis 1911 wurde auf der Grube Aurora Bergbau betrieben.

## Verkehr
- Jexmühle liegt zwischen der Bundesstraße 484, im Osten Jexmühles gelegen, und der Landesstraße 84, im Westen von Jexmühle verlaufend.
- Bei Jexmühle liegt der Haltepunkt Honrath. Es ist die einzige Lohmarer Bahnstation, die noch in Betrieb ist. Hier verkehrt die Oberbergische Bahn vom Haltepunkt Köln Hansaring nach Lüdenscheid (RB 25).
- Die Buslinie 554 verbindet mit Wahlscheid und Dahlhaus. Das Anruf-Sammeltaxi ergänzt den ÖPNV. Jexmühle gehört zum Tarifgebiet des Verkehrsverbund Rhein-Sieg (VRS).[3]